# Афіна (ракета-носій)
Ракета-носій Афіна-1 належить до сімейства ракет «Афіна», основне призначення яких — вивід на низьку навколоземну орбіту вантажів масою 1-4 т при вартості пуску 14-20 млн доларів (станом на 1993 р.). Створення ракет класу «Афіна» розпочалося у 1993 році.

## Двигун
Основним елементом ракети став твердопаливний двигун Кастор-120, створений фірмою Thiokol, з тягою 181,6т. Особливістю двигуна стало використання різноманітних композитних матеріалів — корпус довжиною 9 м та діаметром 2,36 м був виготовлений з вуглецево-епоксидного композиту, що зменшило його масу до 1 т (сталевий аналог важив би 3,85 т). Для сопла застосовувались фенол-вуглецеві матеріали.
Триступенева ракета Афіна-1 висотою 18,9 м комплектувалась двигуном Кастор-120, твердопаливним двигуном Орбас-21Д тягою 19,6 т (у вакуумі) та рідкопаливним блоком довиведення OAM (Orbit Adjust Module). Блок ОАМ безпосередньо використовується для доставки корисного вантажу на робочу орбіту. Для просторової орієнтації ракетиви користовується 6 двигунів тягою по 11,3 кг. У Блоці ОАМ розміщені основні елементи керування ракетою Афіна. Система наведення включає автопілот, три лазерних гіроскопи, три акселерометри. Точність формування кільцевої орбіти висотою 1100 км складає +/- 5,4 км.
Стандартний головний обтікач ракет Афіна-1 діаметром 2,34 м та масою 792 кг має корисний об"єм 10,6 куб. м.
Зі стартовою масою 66,35 т ракета Афіна-1 дозволяє вивести на орбіту висотою 200 км вантаж масою 800 кг, а на сонячно-синхронну орбіту — 300 кг.
Перший пуск ракети відбувся у 1995 році з бази Ванденберг та був невдалим.
Роботи з передпольотної підготовки ракети Афіна-1 тривають 14 днів з персоналом 20-25 чол. Керування ракетою виконується з фургона, який знаходиться на стартовому майданчику на відстані 2,7 км. Передача команд здійснюється по оптико-волоконній лінії.
За період експлуатації ракет сімейства Афіна (1995—2001рр) було здійснено 4 старти ракети Афіна-1, один з яких зазнав аварії.